# Somosdi Veress Károly
Somosdi Veress Károly (Somosd, 1954. július 15. – Marosvásárhely, 1992. április 21.) erdélyi magyar költő.

## Életpályája
Középiskoláit Marosvásárhelyen végezte. Dolgozott mint autóbádogos, újságárus, majd a marosvásárhelyi Állami Színházban volt díszletező munkás, kazánfűtő, közegészségügyi alkalmazott.
Az Igaz Szó Hídverők irodalmi körében tűnt fel, verseit 1975-től közölték hazai irodalmi folyóiratok. Versei – a kényszer diktálta „takarékosság” eredményeként – közös kötetben jelentek meg Demeter József Szóletétel c. kötetével, Idővel megtudod címmel (Bukarest, 1985. Forrás). „…kevés szavú és indulatos költőnek ismerjük meg… – jellemzi őt Markó Béla. – Legnagyobb erénye talán a tömörség, pontosság, az a ritka képesség, hogy alig néhány szó mögül is elő tudja villantani szenvedélyes változtatni akarását, azt a termékeny elégedetlenséget, ami nélkül költő… nem is létezhet.” „Tulajdonképpen a szülőföldet írja…, de nem az ódai elragadtatás, nem a közhelyeket szájba rágó semmitmondás szintjén, hanem aggodalommal, szenvedéllyel és reménykedéssel” (Igaz Szó, 1985/6).
1990 után cikkeit Veress Berekesi Károly néven is szignálta. A székelyudvarhelyi múzeum megteremtőjéről, Haáz F. Rezsőről két alkalommal is közölt életrajzi összefoglalót (Művelődés, 1983/12; Haáz F. Rezső: Udvarhelyi tanulmányok. Székelyudvarhely 1994. Múzeumi Füzetek 10).